# Jan-Henrik Sievers
Jan-Henrik Sievers (* 18. Februar 1989 in Rendsburg) ist ein deutscher Schauspieler, Moderator und Schauspiellehrer.

## Leben
Sievers wuchs im schleswig-holsteinischen Hamweddel als älterer Bruder von zwei Schwestern auf dem landwirtschaftlichen Betrieb seiner Eltern auf.
Von 1999 bis 2008 besuchte er die Herderschule Rendsburg, wo er das Abitur erhielt und in der Theater-AG erste Erfahrungen im Bereich Schauspiel sammelte. Die Schule verlieh ihm den Herderpreis für herausragende Leistungen im Bereich Theater. Von 2006 bis 2008 sammelte er weitere Erfahrungen an der Niederdeutschen Bühne Rendsburg in den Stücken „Ferien op Medewatt“ in der Rolle als "Ernst Friedrich", „Fru Pieper lävt gefährlich“ als „Kommissar Schultz“ und „Twee Froonslüüd toveel“ als „Konrad“.
Siever, der seit 2009 in Hamburg lebt, besuchte von 2009 bis 2012 das Hamburger Schauspiel-Studio von Hildburg Frese. Nach Abschluss seiner Schauspielausbildung arbeitete er schwerpunktmäßig als Theaterschauspieler. Seit 2013 ist er am Show-Museum Hamburg Dungeon engagiert. Zudem ist er seit 2014 als Assistent der Schauspielleitung tätig.
2015 wurde Sievers Ensemblemitglied des Improvisationstheaters Steife Brise. Er spielt seitdem in Formaten wie Morden im Norden im Imperialtheater, Seemannsgarn auf der Cap San Diego, Improslam im Imperial Theater, Improshow im Lichthof Theater, Theatersport im Haus 3 Altona, Maestro im Monsun-Theater und Tribute von Altona im Haus 3 Altona.
Seit 2016 unterrichtet er als Dozent am Hamburger Schauspiel-Studio Frese das Fach Improvisationstheater. Auch in der Steifen Brise begann er Schauspiel- und Improvisationskurse zu geben und betreut unter anderem das Projekt „Theater macht Schule“, das jährlich im Kulturzentrum Kampnagel Aufführungen gestaltet. Zudem moderiert Sievers Improvisationstheater-Shows.

## Auszeichnungen
- 2008 Herderpreis Rendsburg

## Filmographie
- 2011: Welcome Home
- 2013: Mandy Mosers Most Magic Moments
- 2015: Bonnie und Klaut
- 2015: The Walking Ted
- 2017: Die Traumfabrik
- 2018: Alltagsliebe
- 2018: Olymp of Love
- 2019: Supervillain